# El caballero Hector de Sainte-Hermine
El caballero Hector de Sainte-Hermine es la última novela de la trilogía napoleónica, luego de Los blancos y los azules y Los compañeros de jehú; también última novela escrita por Alejandro Dumas padre entre 1869 hasta su muerte en 1870. Esta novela fue publicada como una serie en Le Moniteur Universal y nunca fue publicada como libro.
En microfichas de ese diario, fue descubierta por Claude Schopp, conocido bibliógrafo y especialista en Dumas en 1988. Y luego de un esmerado y prolongado proceso de revisión por Schopp, que incluyó la redacción del final inconcluso de la novela, fue publicada por primera vez en junio del 2005 por la Editorial Phebus de Francia

## Argumento

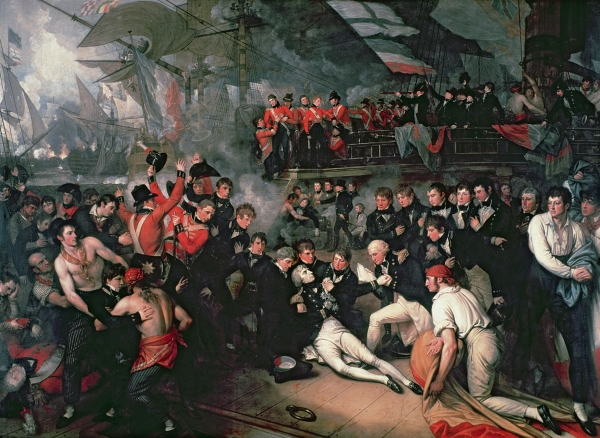
Muerte de Nelson en la batalla de Trafalgar.

La novela recrea la época del esplendor Napoleónico desde 1801 a 1809, donde reaparece un descendiente de la familia de Sainte-Hermine. El joven Hector, valiente militante de la compañía de Jehú, que trata de defender los intereses de los derrocados Borbones, contra el poder cada día más creciente de Napoleón.
Napoleón hace la paz con Austria en 1801 y con los británicos en 1802. Ese periodo sin grandes enfrentamientos externos, le proporciona un aumento de su poder en Francia, hasta lograr su proclamación como Emperador en 1804.
Pero la paz es muy frágil, y las potencias europeas se niegan a reconocer el ejemplo de una república fuerte, temiendo la seguridad de sus monarquías. Gran Bretana, reanuda la guerra naval con Francia en abril de 1803 y luego se unen Rusia y Austria en la tercera coalición contra Francia.
Napoleón descarta su plan de invadir Inglaterra tras la derrota naval en Trafalgar, donde la flota británica comandada por el Almirante Horatio Nelson destruye gran parte de la flota de Francia y España. Esta batalla de Trafalgar es brillantemente descrita en la novela, y es el propio Hector de Sainte-Hermine, quien dispara el tiro fatal para el Almirante.
También se destaca en el libro la figura del famoso jefe de la policía del imperio, Joseph Fouche, que logra desarticular varias intrigas y acciones políticas realistas en donde se ven involucrados los personajes de esta novela.
En su introducción a la edición en castellano (Emece Editores, Barcelona, 2007), Claude Schopp nos dice sobre el protagonista: "..Hector de Sainte-Hermine no combate ni a favor ni en contra de Napoleón, que es un mero avatar de la historia de los hombres, sino que ofrece a Francia en sacrificio una vida sin objetivo, dado que el amor le ha estado vedado. Testigo de la historia de Napoleón, solo se convierte en actor por la gloria de Francia.."